# Luke Foxe
Luke Foxe o Luke Fox (Kingston upon Hull, Yorkshire, 20 d'octubre de 1586 - c. 15 de juliol de 1635) fou un explorador anglès que buscà el Pas del Nord-oest entre l'oceà Atlàntic i l'oceà Pacífic a través de l'Àrtic.

## Biografia

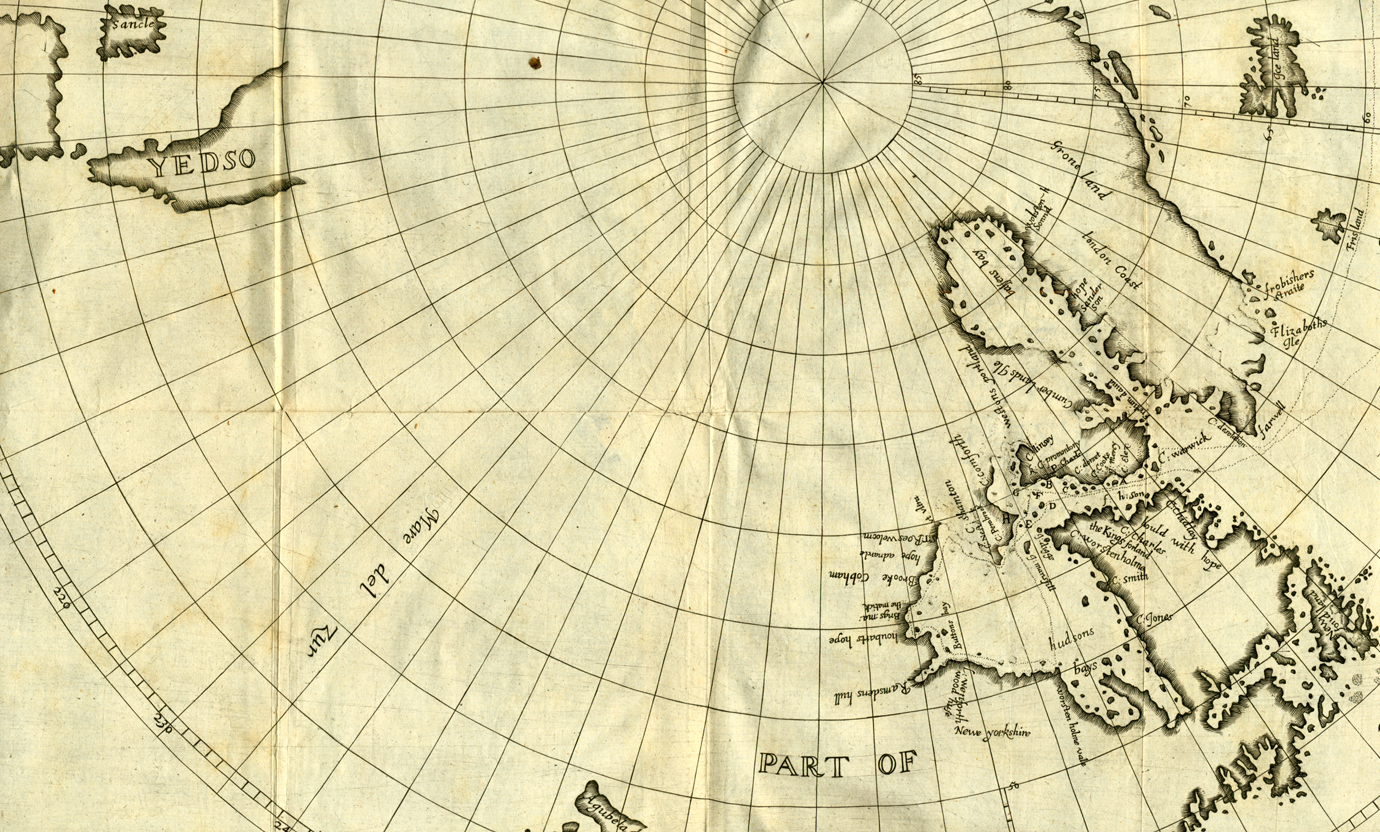
Mapa que mostra la ruta de la nau comandada per Luke Foxe en l'expedició de 1631.

Es coneixen poques coses de la seva vida. Tingué una escassa educació, tot i que aprengué navegació i història de l'Àrtic. Als 20 anys estava fascinat per la possibilitat de descobrir el pas cap a Orient a través d'Amèrica del Nord, pel Pas del Nord-oest. Obitngué el mecenatge de Henry Briggs, el matemàtic, i Sir John Brooke, i a finals de 1629 sol·licità ajuda a Carles I per fer el viatge. Tingué èxit, i gràcies a l'estímul d'un pla rival encapçalat per Thomas James, també obitngué el patrocini del comerciants de Londres, entre els quals hi havia Sir Thomas Roe.
Foxe salpà el 18 d'abril de 1631 de Londres. El 22 de juny arribà a l'estret de Hudson, començant el reconeixement en sentit contrari a les agulles del rellotge de les costes de la badia de Hudson. Començà seguint la costa meridional de l'illa Southampton, descendint fins a Port Nelson. Continuà cap al nord, sent el primer navegant en endinsarse a la Conca Foxe, batejada en honor seu 200 anys més tard per William Edward Parry, i recorrent la costa occidental de l'illa Baffin, fins que es veié obligat a marxar per culpa del gel. Arribà a Anglaterra el 31 d'octubre sense haver perdut cap home de la seva tripulació.
Foxe no descobrí el pas del nord-oest i descartà del tot que el pas fos a la badia de Hudson. Així mateix anotà que la marea a través del canal de Foxe venia des del sud-est i no des de l'oest com havien informat Henry Hudson i Thomas Button en els seus viatges de 1610-1612. Foren descobriments negatius que van disminuir l'interès per l'exploració àrtica durant quasi 200 anys.

## Reconeixements
La conca de Foxe, el canal de Foxe i la península de Foxe són alguns dels accidents geogràfics que duen el nom en record seu. Foxe va donar nom a 27 indrets, dels quals vuit encara són vigents avui en dia, entre ells l'estret de Roes Welcome, amb el nom del seu amic i patrocinador sir Thomas Roe.